# Ушаково (Черняховський район)
Ушаково (рос. Ушаково) — селище Черняховського району, Калінінградської області Росії. Входить до складу Свободненського сільського поселення.
Населення —  156 осіб (2015 рік). 

## Населення
| 2002 | 2010 |
| ---- | ---- |
| 162  | ↘156 |